# Абу Зайян I
Абу Зайян I Мухаммад ибн Абу Сайд Усман ибн Ягхмурасен (ум. 14 апреля 1308), известный как Абу Зайян I, — третий правитель Тлемсена из династии Абдальвадидов (1303—1308).

## Биография
За пять лет до вступления Абу Зайяна на престол, во времена правления его отца Абу Сайда Утмана I, Мариниды во главе с султаном Абу Якубом Юсуфом ан-Насром прибыли к стенам Тлемсена, начав одну из самых длинных осад в истории - восемь лет и три месяца. Построенный Маринидами осадный город за это время превратился в полноценное поселение, известное как аль-Мансура. Абу Зайян взошёл на трон после смерти своего отца от инсульта в 1303 году, на пятом года осады. К этому времени Тлемсен был совершенно измотан, и население, которое до того было предано династии Абдальвадидов и сопротивлялось с большим мужеством, начало переговоры с Маринидами с целью достижения соглашения о капитуляции. Однако новый султан убедил горожан продолжить сопротивление, он сформировал новую армию и продолжил оборону.
Посланцы Абу Зайяна попытались убедить Маринидов снять осаду, сославшись на действия некоего Усмана ибн Идриса, который высадился в Магрибе во главе гранадских войск и завоевал Сеуту в 1306 году, провозгласив себя султаном Марокко. Однако султан Абу Якуб Юсуф проигнорировал угрозу и продолжил осаду Тлемсена, который уже, казалось, готов сдаться. 
В мае 1307 года султан Абу Юсуф Якуб был убит евнухом в осадном лагере по неизвестным причинам, вероятно, ввиду неких интриг внутри его гарема. Преемником султана стал его племянник Абу Табиль, который решил прекратить осаду Тлемсена и отправился сражаться с Усманом ибн Идрисом за Сеуту.
Сразу после окончания осады Абу Зайян начал кампанию против племён восточной части своего королевства, которые поддерживали Маринидов. Туджинские берберы были вынуждены подчиниться и согласиться платить дань, после чего войска Абу Зайяна вернулись в пустыню. По возвращении в Тлемсен султан посвятил себя организации ремонта городских укреплений, но вскоре после этого умер.